# 西村晴成
西村 晴成（にしむら はるなり、1969年〈昭和44年〉3月22日 - ）は、日本の実業家。元国会議員秘書。貸切バス事業、乗合バス事業、タクシー事業、船舶クルーズ事業、旅行代理業、飲食業を行う東京バスグループ代表、東京バス株式会社代表取締役、公益社団法人日本バス協会理事（貸切副委員長）、一般社団法人東京バス協会理事（貸切部会長）。国土交通省「貸切バス運賃・料金制度ワーキンググループ」委員。　大阪府東大阪市出身。

## 来歴
1969年（昭和44年）大阪府東大阪市で生まれる。
1991年（平成3年）近畿大学商経学部を卒業。 卒業と同時に衆議院議員塩川正十郎の秘書となる。のちに公設秘書となり、「塩ジイ」の愛称で親しまれた塩川正十郎に最後まで仕えた。
2004年（平成16年）塩川正十郎が第43回衆議院議員総選挙に不出馬、引退することに伴い、衆議院議員中川秀直の公設秘書となり、自由民主党政調会長、幹事長時代を支えた。
2007年（平成19年）東京バスグループを創業し、実業家に転身した。
2016年（平成28年）東京バスグループ代表に就任。
2022年（令和4年）、公益社団法人日本バス協会の理事になる。

## 人物
- 総合エンターテインメントプロデューサーのつんく♂とは、同じ出身地（大阪府東大阪市）の同級生で、高校，大学も同じ。東京バスグループの社歌「Go!東京バス Go!大阪バス」[6]は、つんく♂の作詞・作曲であるのもその縁からによる。
- 大学を卒業してすぐに塩川正十郎の事務所に就職するが、最初は秘書ではなく、塩川の運転手での採用であった。塩川からはよく叱られていて何度か謹慎もしている反面、『はるちゃん』（中川秀直からも同様に）と呼ばれ可愛がられていた。
- 塩川は政界引退後も西村を側に置いておきたかったが、中川本人が直接塩川に頼み込み公設秘書としてもらい受けた。
- 中川秀直の秘書時代には、当時赤坂にあった後援会事務所に西村専用の個室が与えられていた。
- 東京バスグループのゆるキャラ「バスゴリ」は、自身がモデルとなっている。
- 2017年10月に 全国初のろう者のバス運転士が誕生[7]するが、このとき周囲の反対意見が多い中、『国が定めた免許を取得しているのに断る理由がない』と採用を決断した。
- コロナ禍の中で貸切バス業界危機に積極的に取り組み、2022年3月に行われた自民党金融問題調査会では「次にこの調査会が開かれた時、私はいないかもしれない。そうなったらここにいる先生方を全員恨みますよ」と発言し、事業規模に見合った金融支援を訴えた。